# کیسه حمام

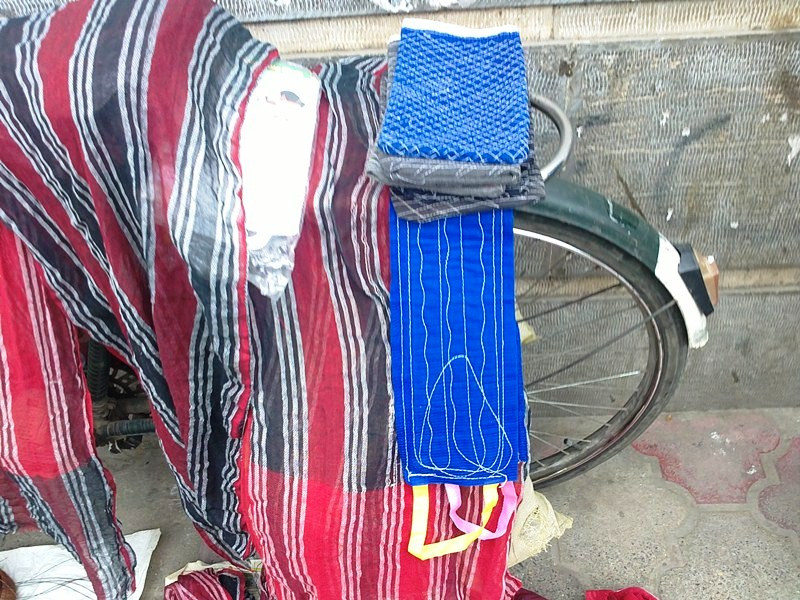
کیسه حمام (با رنگ آبی) در کنار لنگ (با رنگ سرخ) در تصویر مشخص است

کیسهٔ حمّام یا کیسه حمّام یا به‌اختصار کیسه یا لیف از لوازم بهداشتی حمام است که به‌وسیلهٔ الیاف معمولاً کتان به‌شکل دستی یا پلاستیکی در فرایند صنعتی بافته می‌شود. لیف معمولاً همراه با صابون برای پاک کردن آلودگی‌ها از روی سطح پوست به‌کار می‌رود.
نوع سنتیِ آن، که در ایران برای نظافت استفاده می‌کنند و به‌همراهِ سفیداب برای نظافت بیشترِ بدن در حین استحمام استفاده می‌شود.